# Saint-Fraigne
Saint-Fraigne est une commune du Sud-Ouest de la France, située dans le département de la Charente (région Nouvelle-Aquitaine).
Ses habitants sont les Saint-Fraignois et les Saint-Fraignoises.

## Géographie

### Localisation
Saint-Fraigne est une commune du Nord Charente située à 7 km au nord d'Aigre et 36 km au nord-ouest d'Angoulême. Elle est de beaucoup la plus vaste du canton d'Aigre.
Le bourg est aussi à 10 km au sud-ouest de Villefagnan, 18 km de Ruffec et 18 km au sud de Chef-Boutonne.
La commune se trouve sur le méridien de Greenwich et est traversée par le sentier de grande randonnée GR 36.

### Communes limitrophes
| Couture-d'Argenson (Deux-Sèvres) | Longré        | Brettes, Souvigné |
| Les Gours                        | Saint-Fraigne | Ébréon            |
| Lupsault                         | Oradour       | Aigre             |

### Géologie et relief
Géologiquement, la commune est dans le calcaire du Jurassique du Bassin aquitain, comme tout le Nord-Charente. Le Kimméridgien occupe plus particulièrement la surface communale, avec une zone d'Oxfordien terminal au nord-est. Des alluvions récentes du Quaternaire occupent les vallées, avec une formation tourbeuse au sud-est du bourg,,,.
Le relief de la commune est celui d'une plaine ondulée d'une altitude moyenne de 90 m. Le point culminant de la commune est à une altitude de 126 m, situé sur la limite nord dans les Grands Bois. Le point le plus bas est à 66 m, situé le long de l'Aume en limite sud. Le bourg, construit au bord de l'Aume, est à 75 m d'altitude.

### Hydrographie

#### Réseau hydrographique

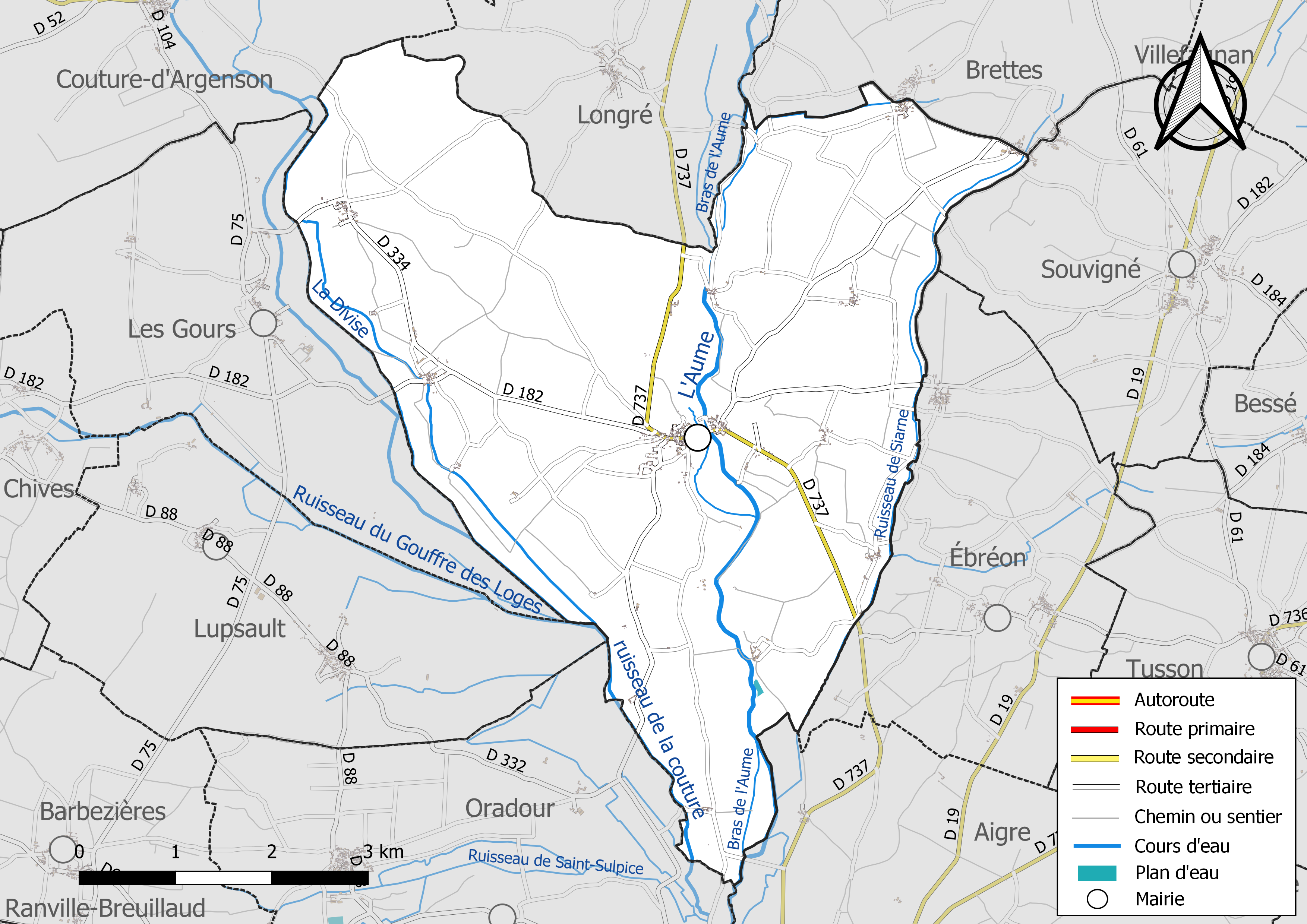
Réseaux hydrographique et routier de Saint-Fraigne.

La commune est située dans le bassin versant de la Charente au sein du Bassin Adour-Garonne. Elle est drainée par l'Aume, le ruisseau de la couture, la Divise, le ruisseau de la Couture le ruisseau de Siarne et par divers petits cours d'eau, qui constituent un réseau hydrographique de 32 km de longueur totale,.
La commune est traversée par les vallées marécageuses de l'Aume et de ses affluents, les ruisseaux de la Couture et de Siarne. L'Aume est un affluent de la Charente en rive droite.
L'Aume, qui vient des Deux-Sèvres, parcourt toute la commune du nord au sud, passe au pied du bourg de Saint-Fraigne construit sur sa rive droite, et se dirige vers Aigre, en se divisant en plusieurs bras dans une large vallée marécageuse.
Le ruisseau de la Couture, affluent de droite de l'Aume, vient également des Deux-Sèvres ; il sert de limite ouest à la commune, qu'il sépare en premier lieu du département des Deux-Sèvres, puis de la commune voisine des Gours ; ce cours d'eau, qui se divise également en plusieurs bras, change deux ou trois fois de nom, avant de rejoindre l'Aume ; après avoir pris le nom de ruisseau de la Barre, il devient le ruisseau de la Couture. Il s'appelle aussi ruisseau de Saint-Éloi, et enfin le Briant ou Bruant[réf. nécessaire]. La Divise est un bras canalisé de ce ruisseau, c'est lui qui sert de limite communale.
Le ruisseau de Siarne est un petit affluent de gauche de l'Aume, qui sépare la commune de Saint-Fraigne de celle d'Ébréon. Il est gonflé par des sources importantes au niveau du hameau de Siarne et par un affluent venant d'Ébréon.
Quelques bassines ou réservoirs servant à l'irrigation ont été implantées sur la commune (nord du bourg, Chantemerle, Forgette et Marsillé).

#### Gestion des eaux
Le territoire communal est couvert par le schéma d'aménagement et de gestion des eaux (SAGE) « Charente ». Ce document de planification, dont le territoire correspond au bassin de la Charente, d'une superficie de 9 300 km2, a été approuvé le 19 novembre 2019. La structure porteuse de l'élaboration et de la mise en œuvre est l'établissement public territorial de bassin Charente. Il définit sur son territoire les objectifs généraux d’utilisation, de mise en valeur et de protection quantitative et qualitative des ressources en eau superficielle et souterraine, en respect des objectifs de qualité définis dans le troisième SDAGE  du Bassin Adour-Garonne qui couvre la période 2022-2027, approuvé le 10 mars 2022.

### Climat
Comme dans les trois quarts sud et ouest du département, le climat est océanique aquitain.

### Paysages
Des bois importants couvrent principalement le nord de la commune.

## Urbanisme

### Typologie
Au 1er janvier 2024, Saint-Fraigne est catégorisée commune rurale à habitat dispersé, selon la nouvelle grille communale de densité à 7 niveaux définie par l'Insee en 2022.
Elle est située hors unité urbaine et hors attraction des villes,.

### Occupation des sols
L'occupation des sols de la commune, telle qu'elle ressort de la base de données européenne d’occupation biophysique des sols Corine Land Cover (CLC), est marquée par l'importance des territoires agricoles (86,1 % en 2018), une proportion sensiblement équivalente à celle de 1990 (86,2 %). La répartition détaillée en 2018 est la suivante : 
terres arables (74,7 %), forêts (11,5 %), zones agricoles hétérogènes (7,8 %), prairies (3,6 %), zones urbanisées (1,4 %), mines, décharges et chantiers (1 %). L'évolution de l’occupation des sols de la commune et de ses infrastructures peut être observée sur les différentes représentations cartographiques du territoire : la carte de Cassini (XVIIIe siècle), la carte d'état-major (1820-1866) et les cartes ou photos aériennes de l'IGN pour la période actuelle (1950 à aujourd'hui).

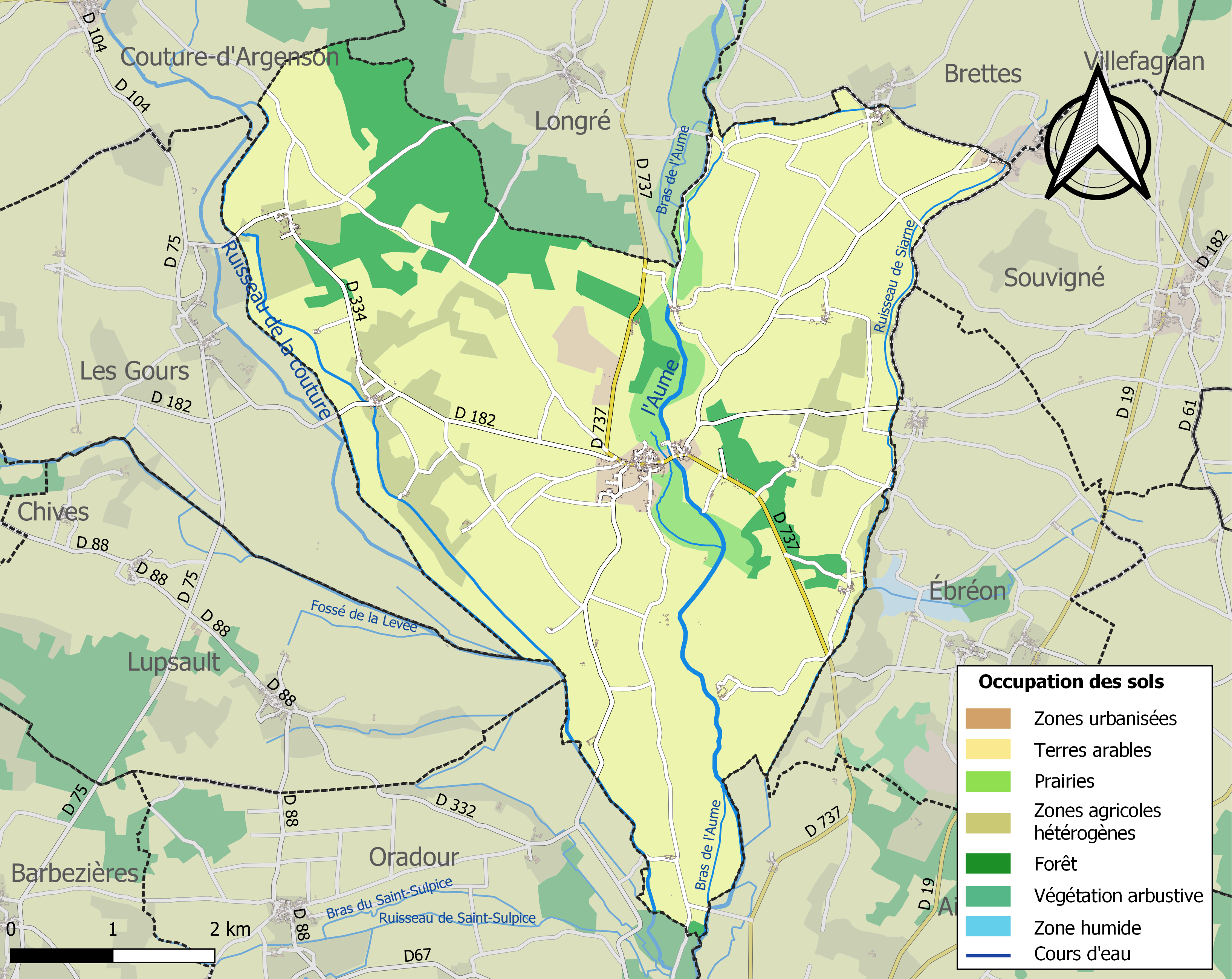
Carte des infrastructures et de l'occupation des sols de la commune en 2018 (CLC).

### Lieux-dits, hameaux et écarts
Malgré sa vaste superficie, la commune possède peu de hameaux importants. Parmi les principaux, on peut citer : Richard, sur la route des Gours ; Boisbaudran, dans le nord de la commune ; Siarne, à la limite de la commune d'Ébréon ; Marcillé, dans l'extrême nord ; le Breuil-Séguin ; le Deffend, à l'est du bourg ; Merlageau, près de l'Aume ; Villairet, à la limite de la commune de Souvigné, etc.

### Habitat et logement
En 2018, le nombre total de logements dans la commune était de 291, alors qu'il était de 276 en 2013 et de 249 en 2008.
Parmi ces logements, 71,9 % étaient des résidences principales, 17,9 % des résidences secondaires et 10,2 % des logements vacants. Ces logements étaient pour 98,5 % d'entre eux des maisons individuelles et pour 0,7 % des appartements.
Le tableau ci-dessous présente la typologie des logements à Saint-Fraigne en 2018 en comparaison avec celle de la Charente et de la France entière. Une caractéristique marquante du parc de logements est ainsi une proportion de résidences secondaires et logements occasionnels (17,9 %) supérieure à celle du département (6,4 %) et à celle de la France entière (9,7 %). Concernant le statut d'occupation de ces logements, 69,7 % des habitants de la commune sont propriétaires de leur logement (74,4 % en 2013), contre 66,8 % pour la Charente et 57,5 % pour la France entière.
| Typologie                                               | Saint-Fraigne | Charente | France entière |
| ------------------------------------------------------- | ------------- | -------- | -------------- |
| Résidences principales (en %)                           | 71,9          | 83       | 82,1           |
| Résidences secondaires et logements occasionnels (en %) | 17,9          | 6,4      | 9,7            |
| Logements vacants (en %)                                | 10,2          | 10,6     | 8,2            |

### Voies de communication et transports
La principale voie de communication est la D 737 d'Angoulême à Niort par Chef-Boutonne, entre Aigre et Longré, qui traverse toute la commune du sud au nord et dessert le bourg de Saint-Fraigne.
La gare la plus proche est celle de Luxé, à 12 km, desservie par des TER à destination d'Angoulême, Poitiers et Bordeaux.

### Risques naturels et technologiques
Le territoire de la commune de Saint-Fraigne est vulnérable à différents aléas naturels : météorologiques (tempête, orage, neige, grand froid, canicule ou sécheresse) et séisme (sismicité modérée). Il est également exposé à un risque technologique, le transport de matières dangereuses. Un site publié par le BRGM permet d'évaluer simplement et rapidement les risques d'un bien localisé soit par son adresse soit par le numéro de sa parcelle.

#### Risques naturels

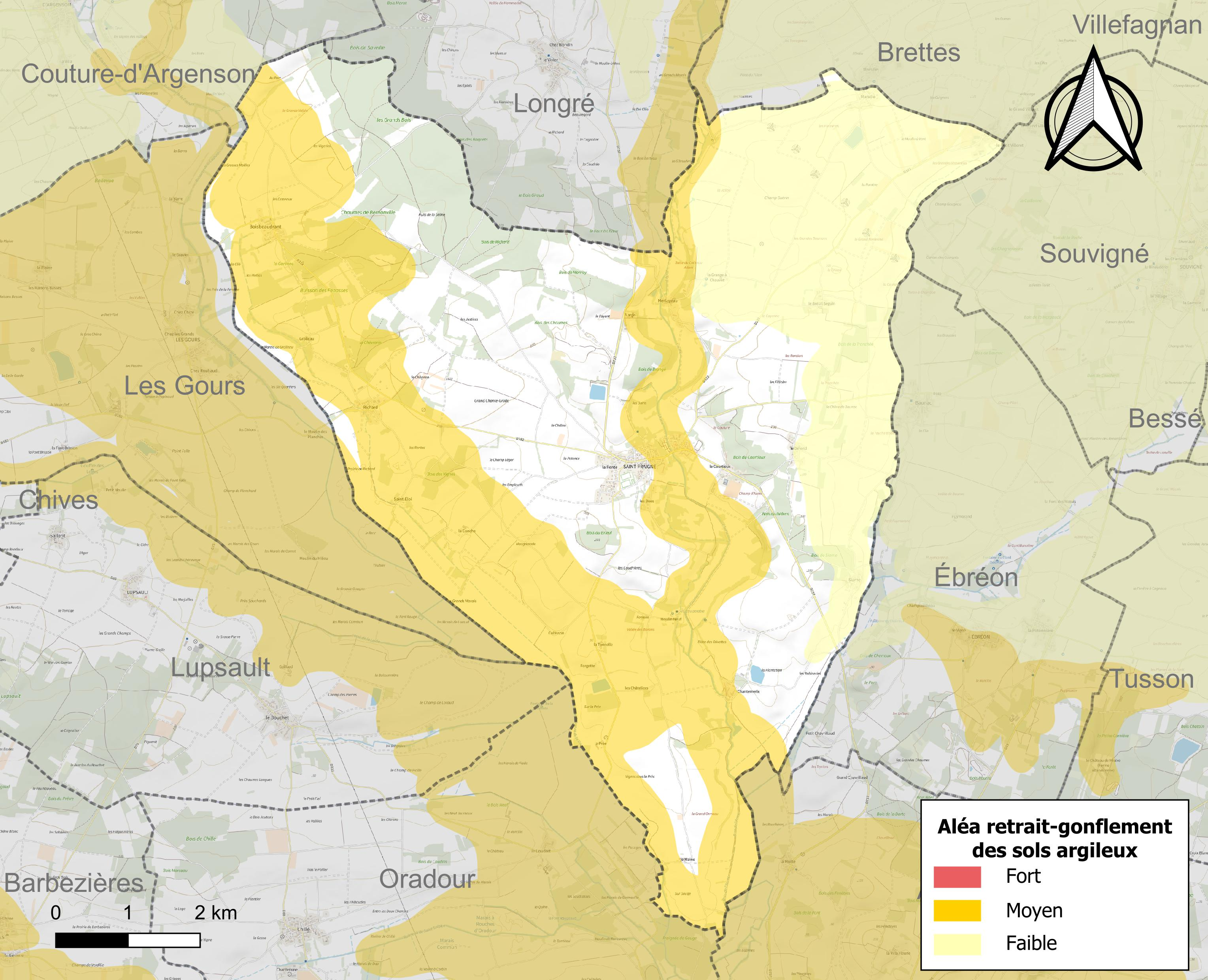
Carte des zones d'aléa retrait-gonflement des sols argileux de Saint-Fraigne.

Le retrait-gonflement des sols argileux est susceptible d'engendrer des dommages importants aux bâtiments en cas d’alternance de périodes de sécheresse et de pluie. 41,2 % de la superficie communale est en aléa moyen ou fort (67,4 % au niveau départemental et 48,5 % au niveau national). Sur les 285 bâtiments dénombrés sur la commune en 2019, 132 sont en aléa moyen ou fort, soit 46 %, à comparer aux 81 % au niveau départemental et 54 % au niveau national. Une cartographie de l'exposition du territoire national au retrait gonflement des sols argileux est disponible sur le site du BRGM,.
Par ailleurs, afin de mieux appréhender le risque d’affaissement de terrain, l'inventaire national des cavités souterraines permet de localiser celles situées sur la commune.
La commune a été reconnue en état de catastrophe naturelle au titre des dommages causés par les inondations et coulées de boue survenues en 1982 et 1999. Concernant les mouvements de terrains, la commune a été reconnue en état de catastrophe naturelle au titre des dommages causés par la sécheresse en 1989 et 2003 et par des mouvements de terrain en 1999.

#### Risques technologiques
Le risque de transport de matières dangereuses sur la commune est lié à sa traversée par une ou des infrastructures routières ou ferroviaires importantes ou la présence d'une canalisation de transport d'hydrocarbures. Un accident se produisant sur de telles infrastructures est susceptible d’avoir des effets graves sur les biens, les personnes ou l'environnement, selon la nature du matériau transporté. Des dispositions d’urbanisme peuvent être préconisées en conséquence.

## Toponymie
Une forme ancienne est Sanctus Fremerius (non datée).
Saint Fraigne (Fermerius) était un martyr chrétien du VIe siècle qui a vécu dans la région d'Angoulême, et qui est honoré dans les diocèses d'Angoulême et de Bazas,,.

## Histoire

### Antiquité
Des vestiges de l'Antiquité ont été trouvés sur la commune : statuette de Diane, ustensiles de cuisine, fibule mérovingienne, tegulae, sarcophages.

### Moyen Âge
Il a existé une motte castrale au lieu-dit Château Adam.
Un prieuré, le prieuré Notre-Dame de Saint-Fraigne a été donné par le comte Roger de Limoges à l'abbaye de Charroux en 869.

### Temps modernes
À 1 500 m environ du bourg, on trouve le château de Biarge. C'est pendant près de trois siècles le siège d'une petite seigneurie possédée par une branche cadette de la famille Béchet, une des plus anciennes du Poitou, aujourd'hui éteinte.
Antoine Béchet, seigneur de Biarge, vit au XVIe siècle ; il épouse, en 1555, Catherine de Caulnis.
Le dernier représentant mâle de cette famille est Jean-François-Alexandre Béchet, marquis de Biarge, seigneur de Nalliers et autres lieux, qui, de ses deux mariages, ne laisse que deux filles. La plus jeune, Françoise, meurt le 17 novembre 1853. Au début du XXe siècle, le château appartient à Paul Condé, maire de Saint-Fraigne, qui en fait le centre d'une importante exploitation agricole.
La famille Béchet possède alors un autre fief dans la paroisse de Saint-Fraigne, le fief de Chantemerle, dont le logis s'élève près des rives de l'Aume. David Béchet, seigneur de Biarge et de Chantemerle, transmet cette dernière terre à l'un de ses enfants, Henri Béchet, qui, de son mariage avec Charlotte Bouyer, laisse un fils et une fille, Jean et Henriette. Ces derniers épousent leurs cousins germains, Jeanne et Alexandre Béchet et ramènent la terre de Chantemerle dans la ligne aînée de cette branche de la famille. Au début du XXe siècle, Chantemerle appartient à Jean Brisson.
La terre de Boisbaudran donne son nom à un rameau d'une famille remarquable, originaire de Villefagnan, la famille Le Coq. La plupart des membres de cette famille jouissent d'une grosse fortune, et leurs alliances avec les Caumont-Laforce leur donnent une grosse influence dans toute la région. Ils sont protestants et, après la Révocation de l'édit de Nantes, ils sont en butte à de nombreuses persécutions, qu'ils supportent avec beaucoup de courage. Vers le milieu du XVIIIe siècle, la plupart des représentants de la famille sont revenus au catholicisme.
Le fondateur de la branche de Boisbaudran est Jacques Le Coq, seigneur des Roches et de Vendœuvre, qui est avocat au Parlement, maire de Saint-Jean-d'Angély en 1629, et échevin d'Angoulême en 1622. Les descendants de Jacques Le Coq conservent la terre de Boisbaudran jusque vers la fin du XVIIIe siècle.

Le membre le plus remarquable de cette famille est François Lecoq de Boisbaudran, chimiste illustre qui a découvert le gallium. Cette importante découverte lui vaut de nombreux hommages du monde scientifique, notamment le titre de membre correspondant de l'Institut, et la croix de la Légion d'honneur.
L'état des paroisses de 1686 nous informe qu'il y a 214 feux et que la terre est « fort ingratte en plusieurs cantons de la paroisse ». Il se cultive un peu de céréales, un peu de vigne, beaucoup de noix. Il y a des prairies.

### Époque contemporaine
Des carrières ont été exploitées, principalement dans le nord-ouest de la commune vers Boisbeaudran, elles sont aujourd'hui désaffectées.

## Politique et administration

### Rattachements administratifs et électoraux

#### Rattachements administratifs
La commune se trouve depuis 1926 dans l'arrondissement d'Angoulême du département de la Charente.
Elle faisait partie depuis 1793 du canton d'Aigre. Dans le cadre du redécoupage cantonal de 2014 en France, cette circonscription administrative territoriale a disparu, et le canton n'est plus qu'une circonscription électorale.

#### Rattachements électoraux
Pour les élections départementales, la commune fait partie depuis 2014 du canton de la Charente-Nord
Pour l'élection des députés, elle fait partie de la troisième circonscription de la Charente.

### Intercommunalité
Saint-Fraigne était membre de la petite communauté de communes du Pays d'Aigre, un établissement public de coopération intercommunale (EPCI) à fiscalité propre créé fin 1993 et auquel la commune avait transféré un certain nombre de ses compétences, dans les conditions déterminées par le code général des collectivités territoriales.
Dans le cadre des dispositions de la loi portant nouvelle organisation territoriale de la République du 7 août 2015, qui prévoit que les établissements publics de coopération intercommunale (EPCI) à fiscalité propre doivent avoir un minimum de 15 000 habitants, cette intercommunalité a fusionné avec sa voisine pour former, le 1er janvier 2017, la communauté de communes Cœur de Charente, dont est désormais membre la commune.

### Liste des maires
| Période                                  | Période                        | Identité        | Étiquette   | Qualité |
| ---------------------------------------- | ------------------------------ | --------------- | ----------- | --- |
| 1919                                     | ?                              | Paul Condé      | clémenciste | Agriculteur, conseiller d'arrondissement |
| Les données manquantes sont à compléter. |                                |                 |             | |
|                                          |                                |                 |             | |
| 2001                                     | juillet 2022                   | Franck Bonnet   | PS          | Ancien agent de la DDE puis de la DDT Conseiller général d'Aire (1998 → 2015) Vice-président du conseil général de la Charente[Quand ?] Président du syndicat d’eau Nord-Ouest Charente[Quand ?] Mort en fonction |
| juillet 2022,                            | En cours (au 16 décembre 2022) | Céline Marcelin |             | Secrétaire-comptable au SIAEP Nord-Ouest Charente |

### Distinctions et labels
Dans son palmarès 2024, le Conseil national de villes et villages fleuris de France a attribué trois fleurs à la commune.

## Équipements et services publics

### Enseignement
Il n'y a plus d'école à Saint-Fraigne.
Celle-ci est un RPI entre Ranville-Breuillaud et Verdille. Ranville-Breuillaud et Verdille ont chacune une partie de l'école élémentaire.
Le secteur du collège est Aigre.
L'ancienne école élémentaire est devenue en 2003 le Musée départemental de l'École publique en Charente

## Population et société

### Démographie

#### Évolution démographique
L'évolution du nombre d'habitants est connue à travers les recensements de la population effectués dans la commune depuis 1793. Pour les communes de moins de 10 000 habitants, une enquête de recensement portant sur toute la population est réalisée tous les cinq ans, les populations de référence des années intermédiaires étant quant à elles estimées par interpolation ou extrapolation. Pour la commune, le premier recensement exhaustif entrant dans le cadre du nouveau dispositif a été réalisé en 2006.

En 2022, la commune comptait 429 habitants, en évolution de −4,03 % par rapport à 2016 (Charente : −0,48 %, France hors Mayotte : +2,11 %).
| 1793 | 1800 | 1806 | 1821  | 1831  | 1841  | 1846  | 1851  | 1856  |
| ---- | ---- | ---- | ----- | ----- | ----- | ----- | ----- | ----- |
| 669  | 842  | 921  | 1 060 | 1 092 | 1 149 | 1 151 | 1 164 | 1 103 |

| 1861  | 1866  | 1872  | 1876 | 1881 | 1886 | 1891 | 1896 | 1901 |
| ----- | ----- | ----- | ---- | ---- | ---- | ---- | ---- | ---- |
| 1 042 | 1 045 | 1 002 | 919  | 907  | 843  | 755  | 744  | 738  |

| 1906 | 1911 | 1921 | 1926 | 1931 | 1936 | 1946 | 1954 | 1962 |
| ---- | ---- | ---- | ---- | ---- | ---- | ---- | ---- | ---- |
| 731  | 743  | 692  | 727  | 775  | 726  | 671  | 597  | 548  |

| 1968 | 1975 | 1982 | 1990 | 1999 | 2006 | 2011 | 2016 | 2021 |
| ---- | ---- | ---- | ---- | ---- | ---- | ---- | ---- | ---- |
| 562  | 500  | 484  | 472  | 426  | 457  | 451  | 447  | 432  |

| 2022 | - | - | - | - | - | - | - | - |
| ---- | - | - | - | - | - | - | - | - |
| 429  | - | - | - | - | - | - | - | - |

#### Pyramide des âges
La population de la commune est relativement âgée.
En 2018, le taux de personnes d'un âge inférieur à 30 ans s'élève à 30,8 %, soit au-dessus de la moyenne départementale (30,2 %). À l'inverse, le taux de personnes d'âge supérieur à 60 ans est de 34,7 % la même année, alors qu'il est de 32,3 % au niveau départemental.
En 2018, la commune comptait 224 hommes pour 220 femmes, soit un taux de 50,45 % d'hommes, largement supérieur au taux départemental (48,41 %).
Les pyramides des âges de la commune et du département s'établissent comme suit.
| Hommes | Classe d’âge | Femmes |
| ------ | ------------ | ------ |
| 1,3    | 90 ou +      | 0,0    |
| 9,7    | 75-89 ans    | 13,6   |
| 23,2   | 60-74 ans    | 21,5   |
| 21,2   | 45-59 ans    | 21,3   |
| 14,3   | 30-44 ans    | 12,0   |
| 13,7   | 15-29 ans    | 13,3   |
| 16,5   | 0-14 ans     | 18,2   |

| Hommes | Classe d’âge | Femmes |
| ------ | ------------ | ------ |
| 1      | 90 ou +      | 2,7    |
| 9,2    | 75-89 ans    | 12     |
| 20,6   | 60-74 ans    | 21,3   |
| 20,7   | 45-59 ans    | 20,3   |
| 16,8   | 30-44 ans    | 16     |
| 15,6   | 15-29 ans    | 13,4   |
| 16,1   | 0-14 ans     | 14,3   |

### Manifestations culturelles et festivités
- La Fête de la confiture de Saint-Fraigne,  née en 2010 sous le patronage de Francis Miot, maître confiturier et dont la 13e édition a eu lieu en septembre 2022[32].

### Sports et loisirs
En 2010, le club de l'ACJAR (Association Cycliste Jarnac Aigre Rouillac) organise, avec la Fédération française handisport, le championnat de France de cyclisme handisport sur la commune.

## Économie

### Agriculture
L'agriculture est principalement céréalière. La viticulture occupe une petite partie de l'activité agricole. La commune est classée dans les Fins Bois, dans la zone d'appellation d'origine contrôlée du cognac.

### Industrie
Au nord du bourg, la carrière du Bois des Chaumes est encore en activité.

## Culture locale et patrimoine

### Lieux et monuments
- L'église paroissiale romane Saint-Fraigne a été reconstruite entre 1868 et 1869. La sacristie est un vestige de l'église du XIIe siècle et le clocher date de 1787. L'église était un ancien prieuré. Elle est classée monument historique depuis 1999[44],[45].
Louis Mazetier réalise un vitrail et toute la décoration intérieure de l’église entre 1944 et 1951. Des panneaux rectangulaires  bordés d’un décor géométrique recouvrent les murs de la nef et du cul-de-four placés au-dessus d’un soubassement haut d'environ un mètre peint en ocre rouge. L'ensemble du décor intérieur a été classé monument historique le 18 novembre 1999[46].
- Le château situé à Biarge porte les années 1732, 1780, 1788, 1857. Il a été construit au XVIIIe siècle à l'emplacement d'un château du XIVe siècle.
- Neuf des maisons de la commune pourraient dater, au moins en partie du XVe siècle.
- Le logis de Chambon porte la date de 1638. Le logis de Chantemerle et le logis de Boisbaudrant seraient aussi du XVIIe siècle.
- Le logis de Monroy n'est pas daté[47].
- La commune accueille le Musée départemental de l'école publique en Charente situé dans les locaux de l'ancienne école voisine de la mairie. Conservatoire du matériel scolaire de la troisième République, il présente, entre autres, une fidèle reconstitution de classe de la fin du XIXe siècle.

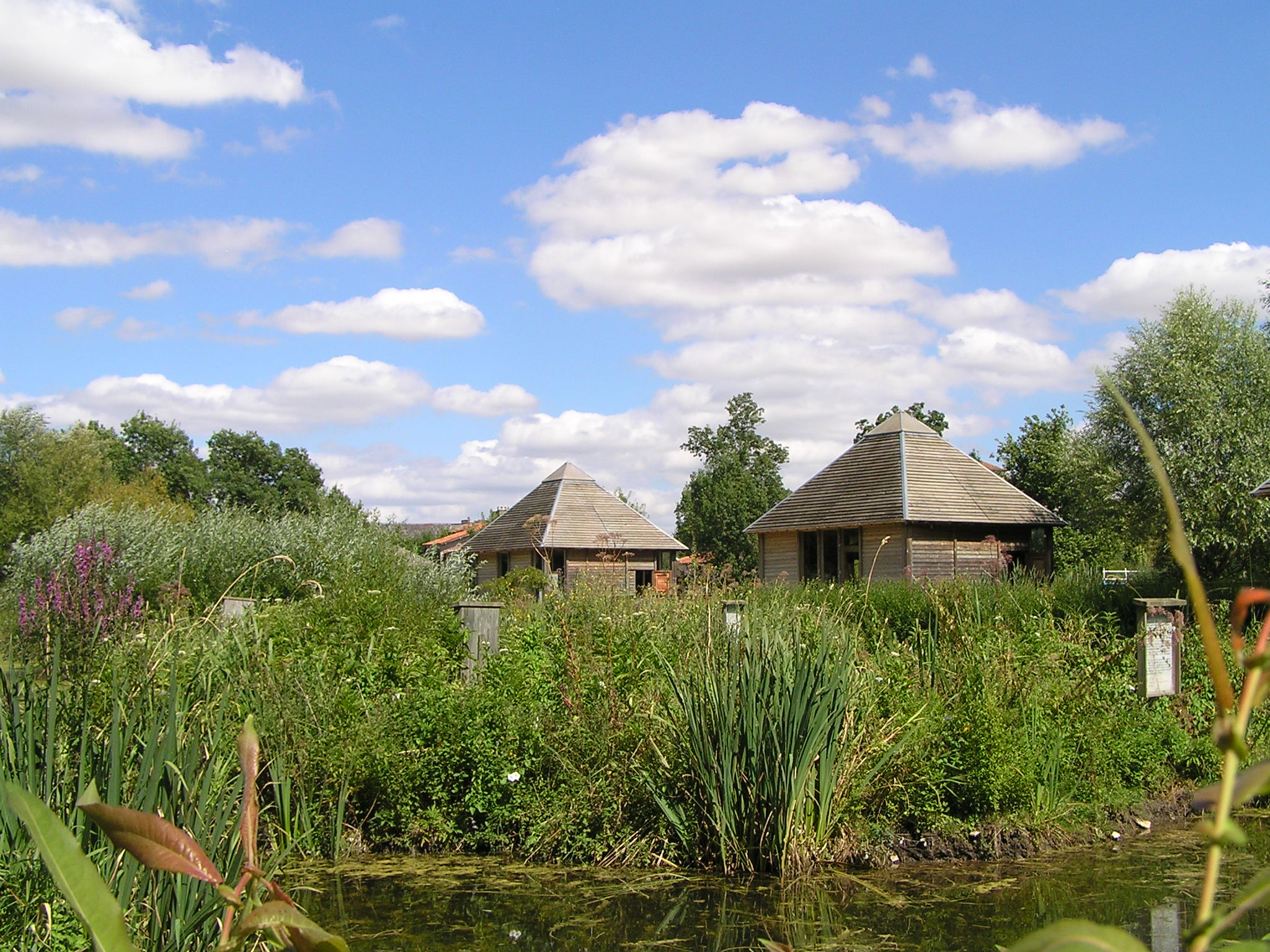
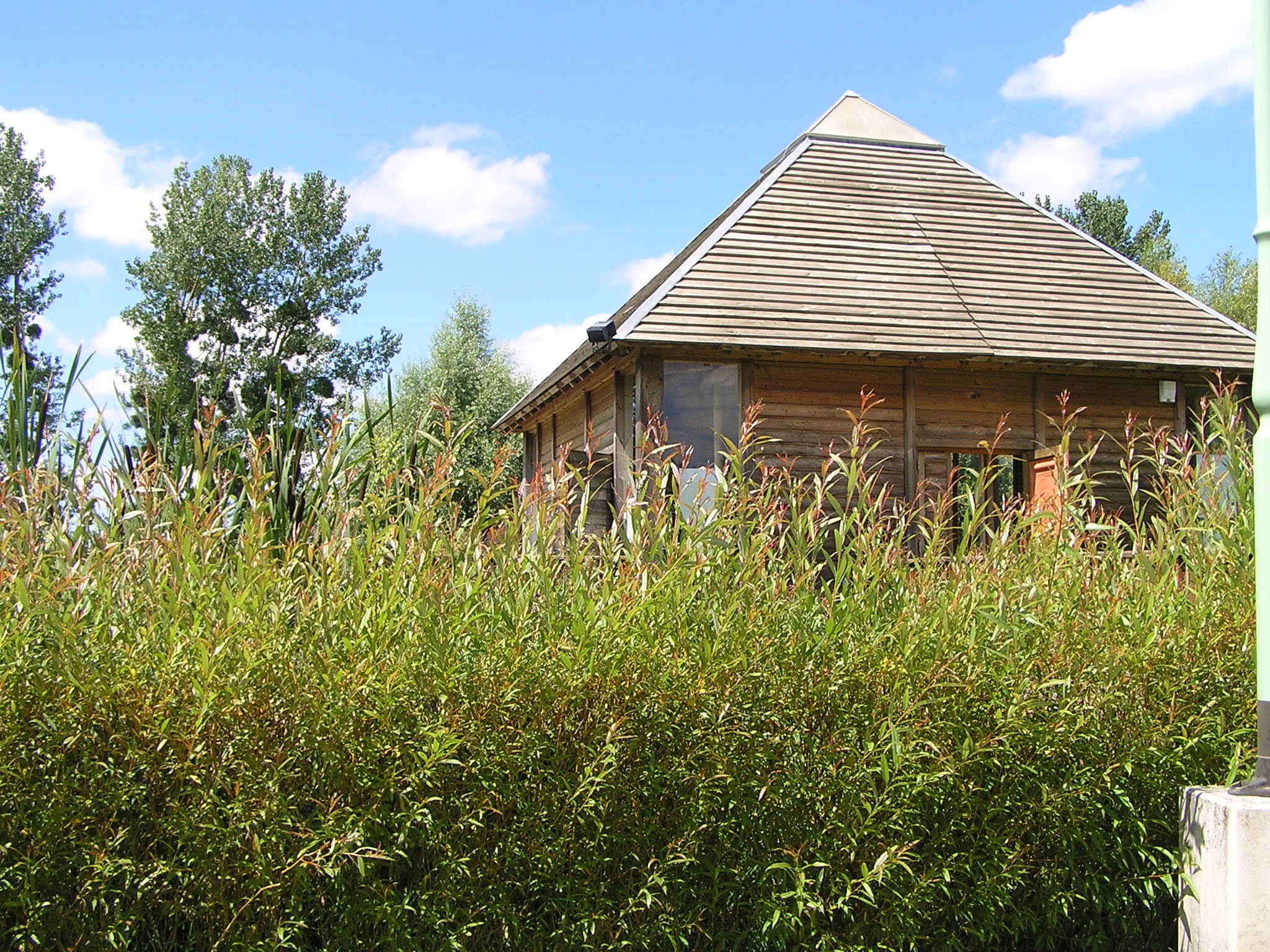
Les jardins
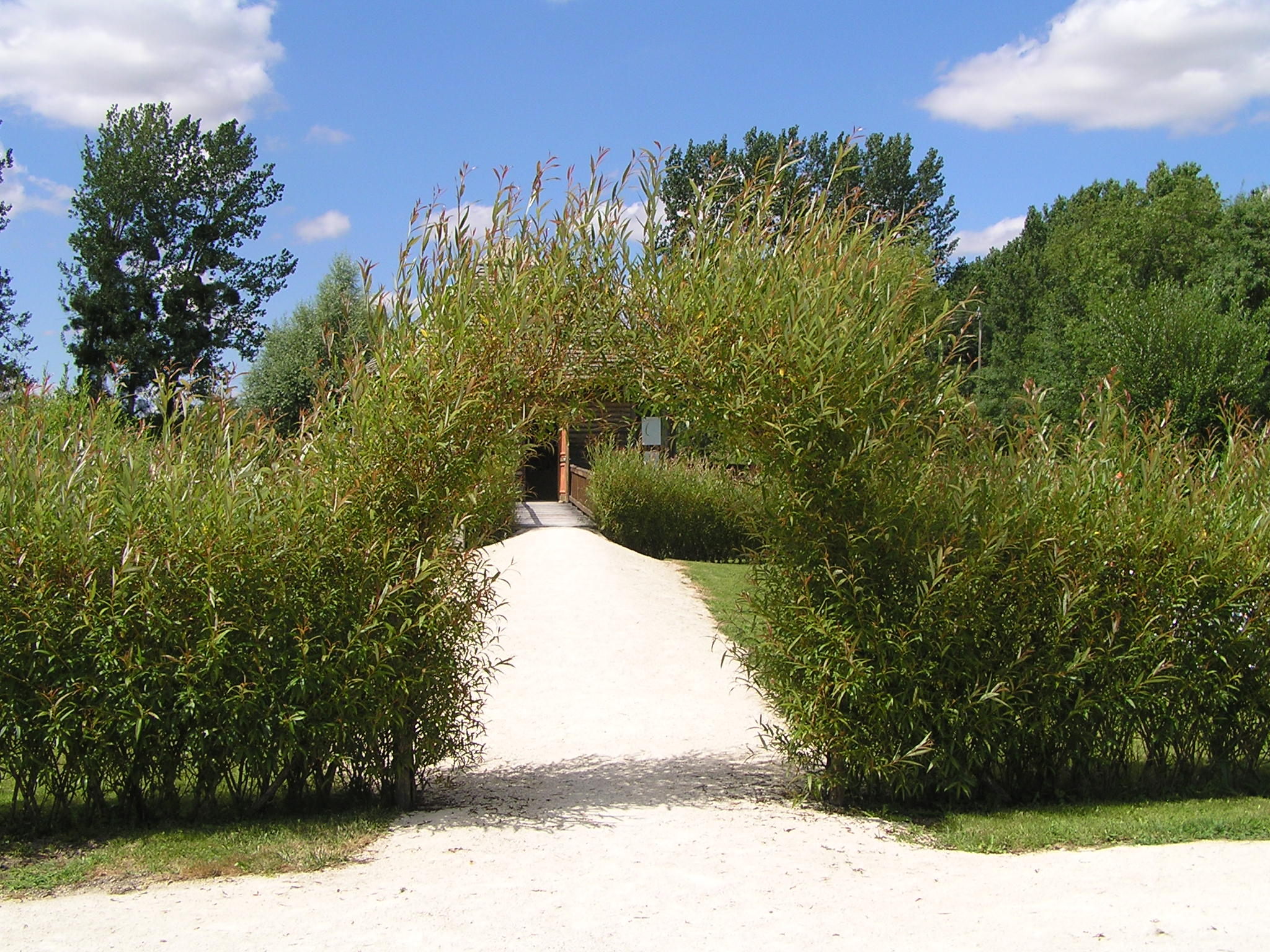
éphémères.
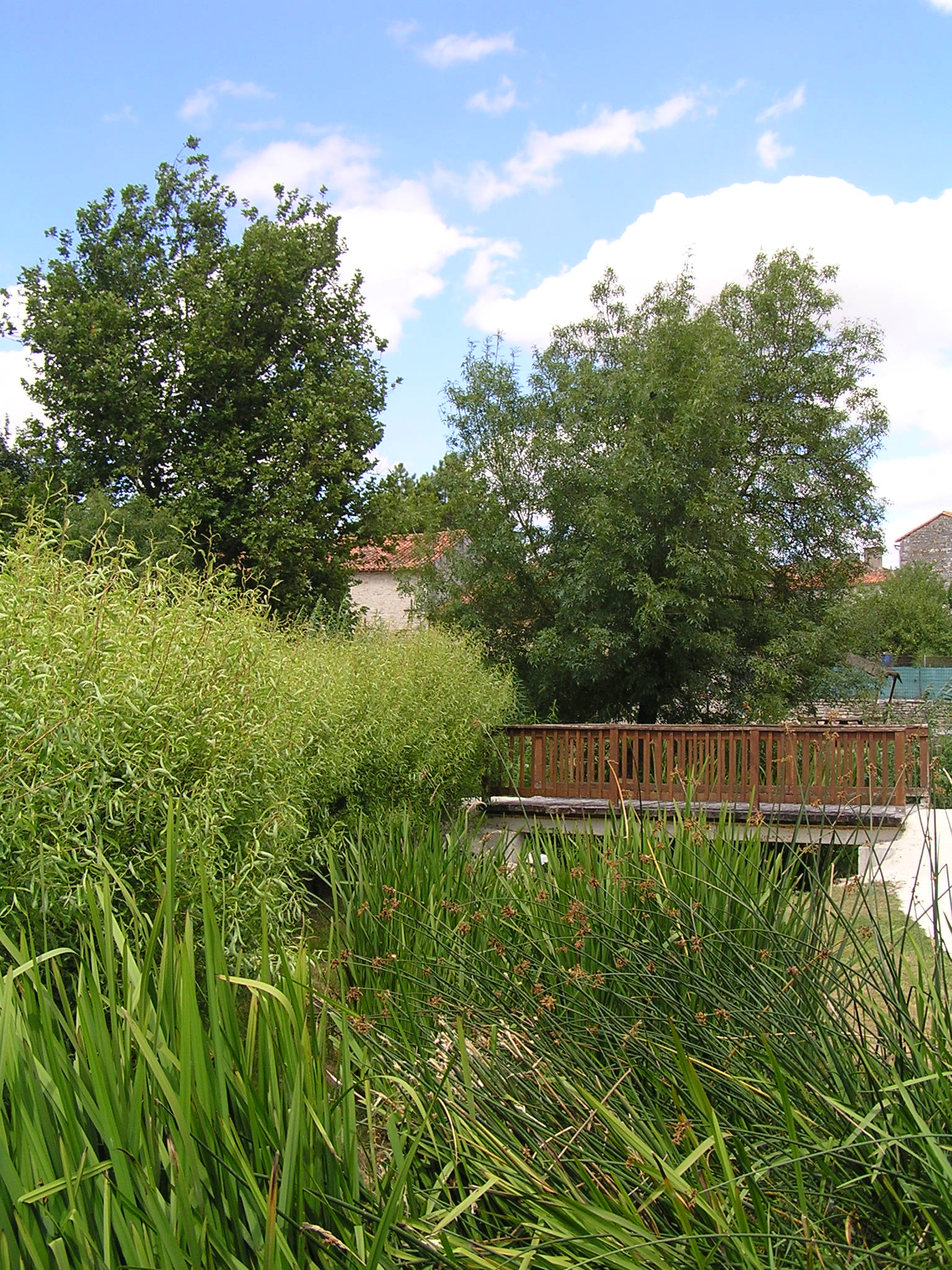

### Personnalités liées à la commune
- Paul-Émile Lecoq de Boisbaudran (1838-1912), chimiste français, descendant de la famille Lecoq, seigneurs de Boisbaudrant.

## Pour approfondir